# Skorbut

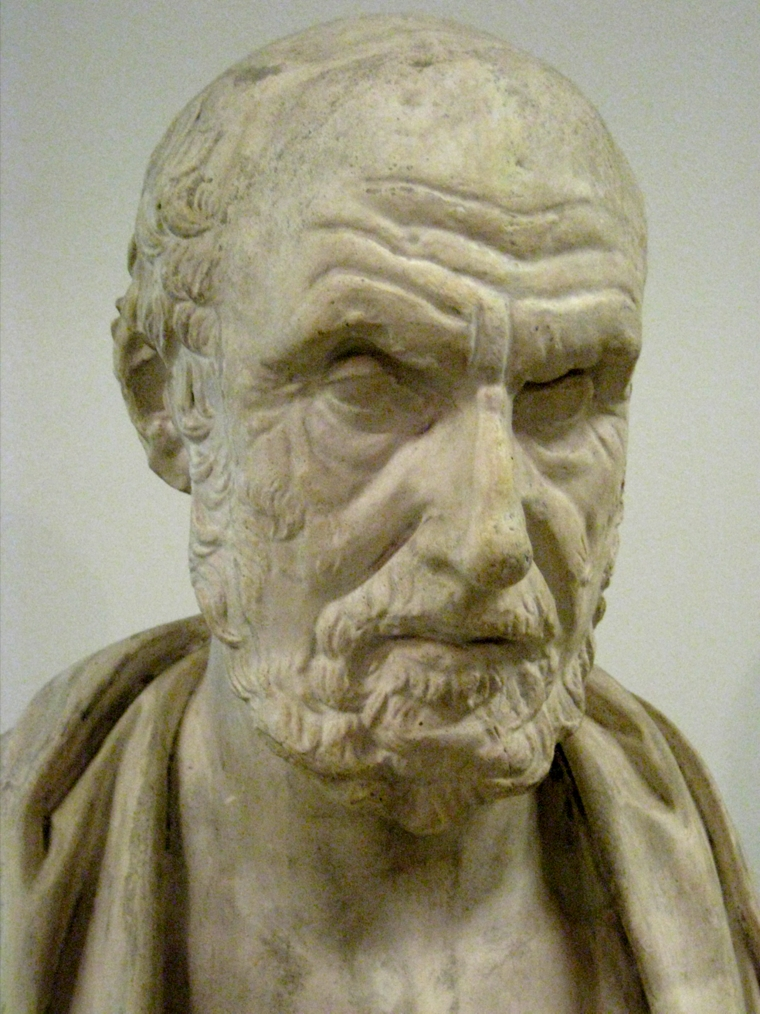
Hippokratész

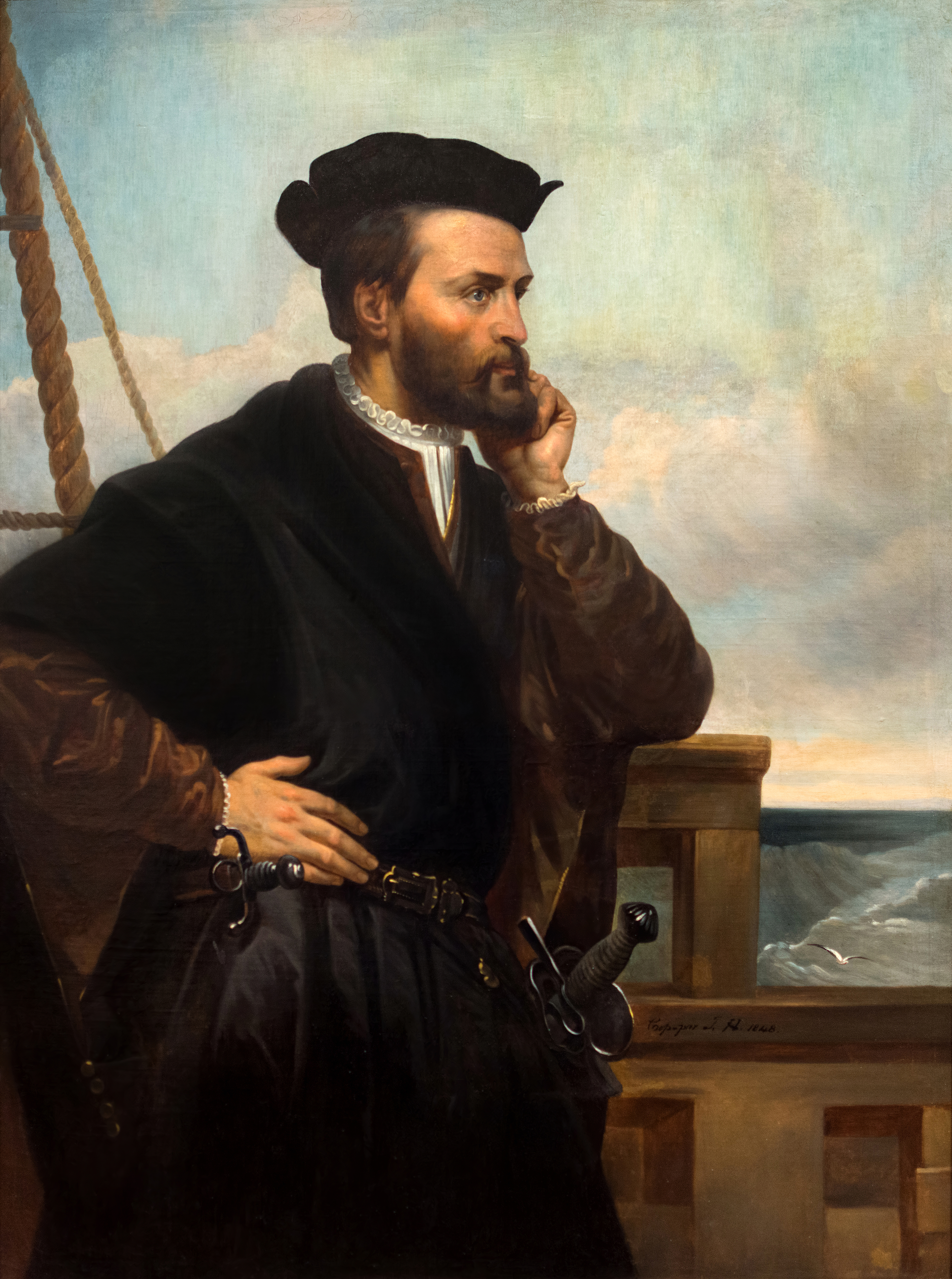
Jacques Cartier

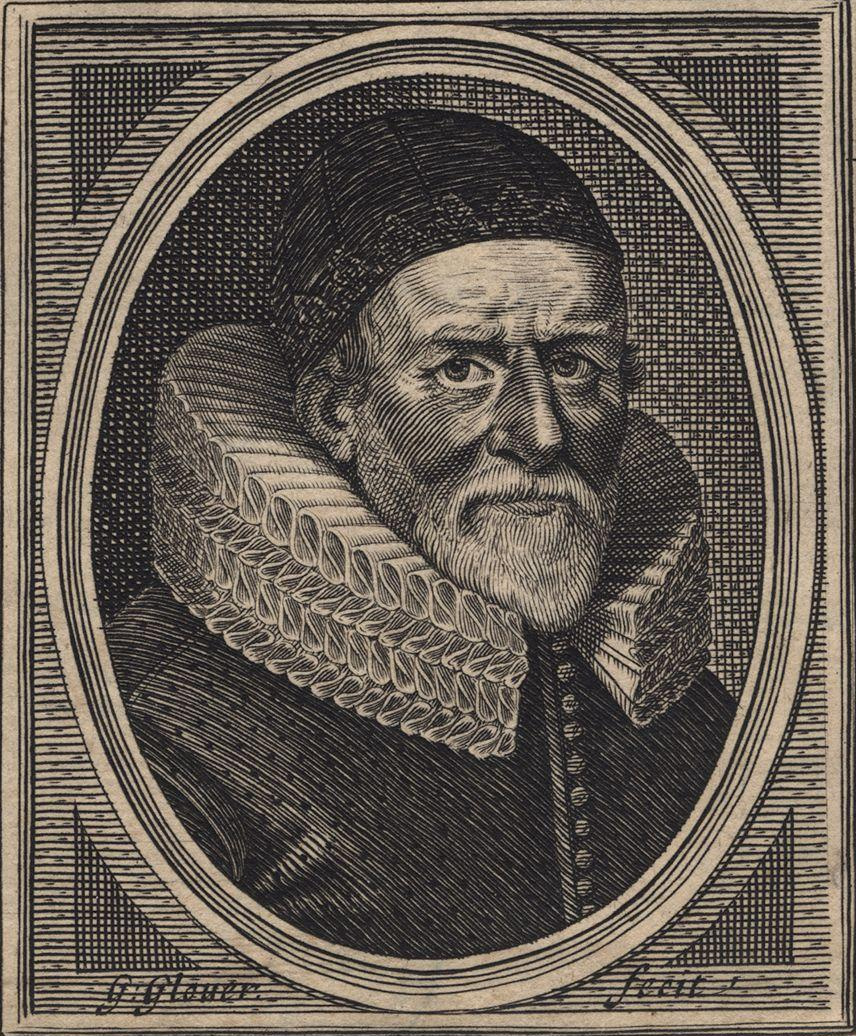
John Woodall

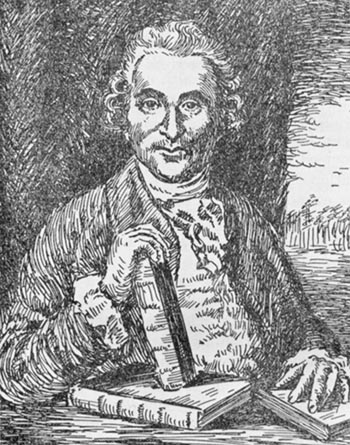
James Lind

A skorbut, régies magyar nevén ísz, a C-vitamin hiánya miatt kialakuló súlyos táplálkozási betegség. Az egyoldalú étkezés (nyers gyümölcsök és zöldségek hiánya) miatt főleg a tengerészek körében fordult elő.
Már az ókorban ismerték; az Ószövetség is említi. Először Hippokratész (Kr. e. 460 – kb. 380) írta le. Megfigyelték, hogy elsősorban tél végén és tavasz elején szedi áldozatait: a betegek fáradtságról, vérzékenységről panaszkodtak, testükön fekélyek keletkeztek, végtagjaik felduzzadtak.
A nagy földrajzi felfedezések korában a „tengeri pestis”-nek nevezett kór tömegesen irtotta a hajók legénységét. Vasco da Gama 1499-es indiai útján legénységének csaknem felét, Magellán több mint felét vesztette el e hiánybetegség miatt.

## Tünetek
Legelső tünetei közé tartozik a rossz közérzet és étvágytalanság, fogyás, kimerültség, ingerlékenység, az ízületek érzékenysége, izomgyengeség. A beteg fáradtságot érez, sebei, csonttörései lassabban gyógyulnak. Mivel a C-vitamin elengedhetetlen a szervezet kollagén-előállításához, hiánya bőr alatti és ízületi vérzést, véraláfutást okoz, a fogíny vérzik és begyullad. Később egyéb vérzések, gyulladások is kialakulnak, amiket ínysorvadás, vérszegénység kísér.
A kollagén hiányában elsorvadnak a porcok, az ínszalagok, az inak, a csontok, a bőr, az íny, meglazulnak és kiesnek a fogak. A szervezet fokozatosan leépül, a beteg iszonyatos fájdalmak közepette hal meg.
A felnőtt ember napi C-vitamin szükséglete 50 mg körül határozható meg, a gyerekeké ennél valamivel több.  Egyéves kortól 30–100 mg. Ezt a szükségletet növelik a pajzsmirigy betegségei, valamint a dohányzás és a terhesség. A C-vitamin felszívódását rontják a gyomor és a bélrendszer betegségei. A nagy dózisú C-vitamin fokozza a vesekövek kialakulásának, emésztési rendellenességek és véralvadási zavarok kockázatát.
A leggazdagabb vitaminforrások a csipkebogyó, ribiszke, káposzta (a télire elrakott savanyú káposzta nem veszíti el a C-vitamin-tartalmát), zöldpaprika, narancs, citrom, karalábé, paraj. Az ételek főzése erősen csökkenti a C-vitamin-tartalmat, ami a többszöri melegítés hatására teljesen lebomlik. Mivel a C-vitamin vízben oldódik, és szervezetünk tárolni nem tudja, ezért a fölösleges mennyiség a vizelettel néhány óra alatt kiürül.

## Ellenszerének felfedezése
1536-ban a Szent Lőrinc-folyón hajózó Jacques Cartier francia felfedező embereit az indiánok gyógyították ki skorbutból az általuk életfának nevezett nyugati tuja (kanadai vagy fehér cédrus, Thuja occidentalis) tűleveleinek teafőzetével. Mint utóbb bebizonyosodott, 100 g tűlevélben 50 mg C-vitamin van. Cartier megfigyelte, hogy a betegség kialakulását megelőzi a savanyú káposzta, valamint a citrusfélék, a sárgarépalekvár és a malátasűrítmény fogyasztása is, ám felfedezését csak kevesen ismerték meg.
A táplálkozás és a skorbut előfordulásának összefüggéseiről először a brit John Woodall sebész, a Brit Kelet-indiai Társaság főorvosa írt jelentős gyakorlati tapasztalata alapján összeállított és 1617-ben kiadott, „Az orvos kézikönyve” című munkájában. A skorbut ellen az ananász és más gyümölcsök fogyasztását ajánlotta. Tanulmánya sem a tengerészekhez, sem a nagyobb közönséghez nem jutott el, így a következő 130 évben a skorbut tovább szedte áldozatait. Mértékadó becslés szerint összesen mintegy kétmillió tengerész halhatott meg skorbutban.
A világ első kontrollált klinikai vizsgálatát James Lind skót hajóorvos végezte el a Brit Királyi Haditengerészet Salisbury nevű hajóján. A hajó 1746-ban indult útnak Angliából. 1747 tavaszán, mire a Földközi-tengerre értek, a hajón kitört a skorbut: Lind május 20-án több mint egy tucat matróznál diagnosztizálta a betegség tüneteit. Ekkor a betegeket elkülönítette az egészségesektől, egységesítette étrendjüket és kezelésük egyéb külső feltételeit. 12 beteget hat párra osztott, és az egyes párokat különféleképpen kezelte:
- elixír vitriollal (naponta háromszor 25 csepp fűszeres kénsav, akkori standard terápia),
- napi 1 l almaborral,
- naponta háromszor két kanál ecettel,
- naponta két deciliter tengervízzel,
- fokhagymából, mustárból, retekből és gumigyantából gyúrt, úgynevezett magisztrális keverékkel, illetve
- napi két naranccsal és egy citrommal.

Néhány beteget az orvostudomány első kontrollcsoportjába sorolt – ők azonos körülmények mellett nem kaptak semmilyen „gyógyszert”.
Egyértelműen kiderült, hogy a citrommal és naranccsal etetett betegek állapota látványosan, az almaborral itatottaké egy kevéssé javult, miközben minden más csoport állapota tovább romlott. Lind szerény és félénk ember volt, ezért a kísérlet eredményeit csak hat év múlva írta le. Az Értekezés a skorbutról című, 400 oldalas, nehézkes stílusú művet alig olvasta valaki. Sokat ártott hitelének az is, hogy Lind citromlé-koncentrátumot kezdett gyártani a skorbut megelőzésére – a hőkezelés közben azonban a citrom C-vitamin-tartalma lebomlott, és a készítmény a gyakorlatban hatástalannak bizonyult. A skorbut pusztítására jellemző, hogy amíg a hétéves háború csatáiban a britek összesen 1512 tengerészt veszítettek, a skorbut mintegy százezer emberükkel végzett.
Lind munkája csak 33 évvel az eredeti kísérlet után, 1780-ban keltette fel a kor egyik tekintélyes orvosa, Gilbert Blane figyelmét. Miután előírta, hogy a karib-tengeri brit flottában a hajósoknak adjanak citromot, halálozási arányuk a felére esett vissza. Később citrom helyett zöldcitromot (lime) adtak, az angol nyelvben ebből ered a brit tengerészek (illetve általában a britek) „limey” gúnyneve.
1795-ben Blane-t a Brit Királyi Haditengerészet orvosi gyakorlatát meghatározó tanács tagjává nevezték ki, és kezdeményezésére a tanács március 5-én megállapodott a tengernagyi hivatallal, hogy a tengerészeknek napi 22 milliliter citromlevet adnak. James Cook kapitány felfedező útjain betartatta ezt az utasítást, így skorbut miatt nem veszített embert.
Más országok tengerészei között a skorbut tovább szedte áldozatait, és még a 19. században is élt az a tévhit, hogy a skorbut megfelelő higiénével, testgyakorlatokkal és jó kedéllyel legyőzhető. 1911-ben a németországi Nürnbergben a rossz zöldségtermés miatt skorbutjárvány tört ki. A végleges megvilágosodást a C-vitamin 1932-es felfedezése hozta. Ekkor bizonyosodott be minden kétséget kizáróan, hogy a skorbut oka a hiányos táplálkozás, és az citrusfélékkel, savanyú káposztával és végső soron C-vitaminnal gyógyítható.
A sarkkutatás története is sok skorbutáldozatot követelt. Később az észak-amerikai indiánoktól átvett pemmikán fogyasztása segített e betegség kiküszöbölésében az expedíciók során.